# Limenitis caelia
Limenitis caelia är en fjärilsart som beskrevs av Hans Fruhstorfer 1915. Limenitis caelia ingår i släktet Limenitis och familjen praktfjärilar. Inga underarter finns listade i Catalogue of Life.